# Nowe Fronty

Umocnienia wzdłuż granicy z Belgią

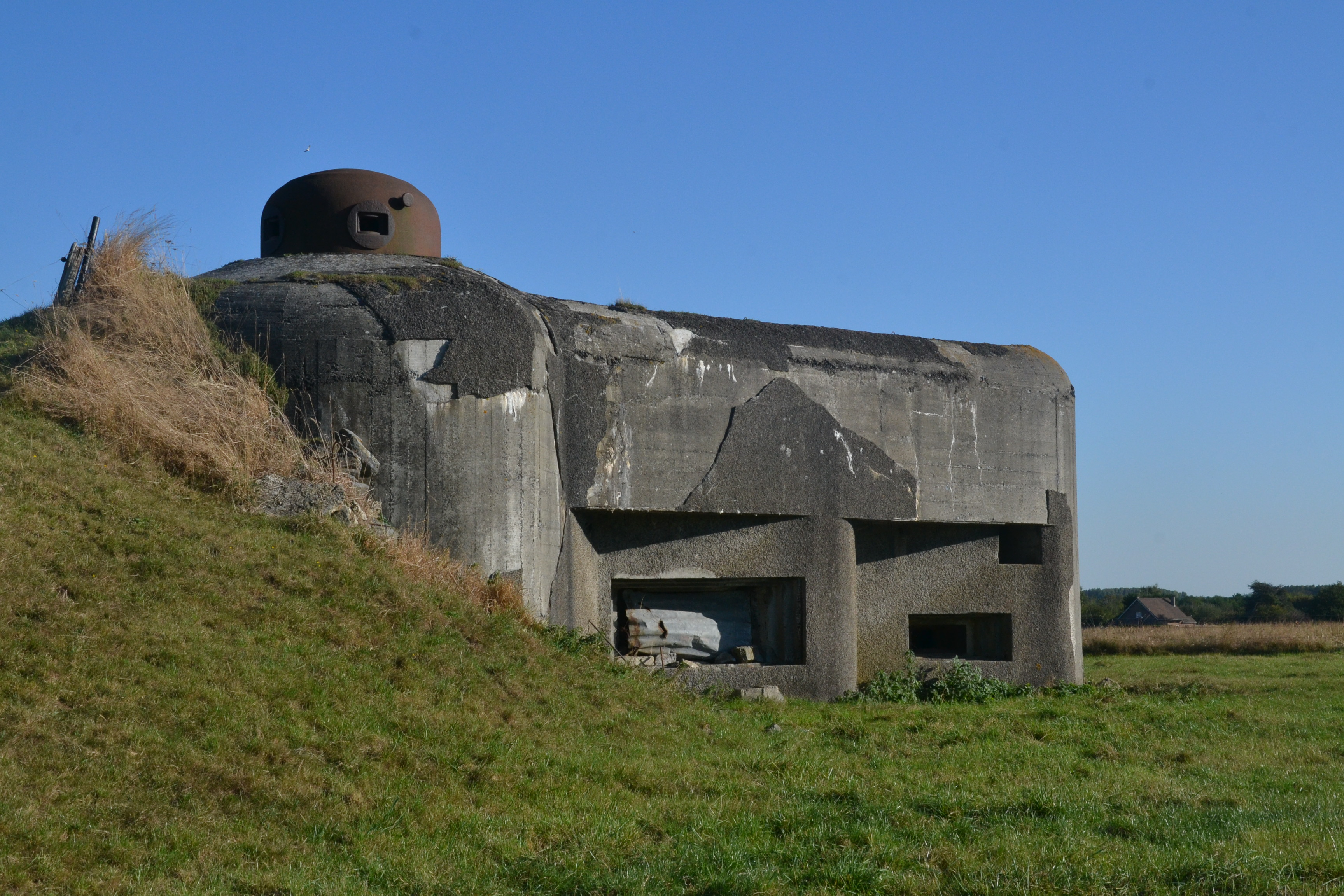
Fort de Maulde (sektor umocniony Skalda)

Nowe Fronty (fr. Nouveaux fronts) – nazwa francuskich umocnień na granicy z Belgią. Budowę umocnień podjęto z inicjatywy premiera Francji Edouarda Daladiera w latach 1937–1940 dla zamknięcia linii francuskich fortyfikacji. Całkowita długość linii wynosiła ok. 300 km (od miejscowości Longwy do kanału La Manche). Na jej określenie używana jest też nazwa „linii Daladiera” (przez analogię do Linii Maginota), nie jest to jednak nazwa prawidłowa – pojęcie używane przez propagandę niemiecką.
Nowe Fronty składały się od strony kanału La Manche z:
- sektora umocnionego Flandrii - 1
- sektora umocnionego Lille - 2
- sektora umocnionego Skalda - 3
- sektora umocnionego Maubeuge - 4
- sektora zaporowego Ardenów - 5
- sektora umocnionego Montmédy - 8

Podstawowymi elementami obronnymi linii były grupy warowne, których było jednak znacznie mniej niż na właściwej Linii Maginota. Łącznie wzniesiono tylko dziewięć grup warownych, z tego zaledwie dwie duże, wyposażone w artylerię. Cztery z tych grup, w tym obydwie duże wchodziły w skład tzw. przedłużenia Linii Maginota, czyli najdalej na wschód położonego odcinka Nowych Frontów, stycznego z właściwą linią. Małe grupy warowne Nowych Frontów wznoszono znacznie oszczędniej niż ich starsze odpowiedniki w rejonach Metz i Lauter. Pozostałą część linii tworzyły samodzielne kazamaty i lekkie umocnienia polowe. Do 1940 umocnienia Nowych Frontów nie zostały ukończone. Podczas kampanii francuskiej w maju 1940 wojska niemieckie przełamały ją w sektorze Ardenów, co umożliwiło im obejście Linii Maginota, a w konsekwencji złamanie całej francuskiej obrony, która opierała się na tych dwóch liniach.